# 논산연무도서관
논산연무도서관은 충청남도 논산시 연무읍 소재의 도서관이다.

## 연혁
- 1998년 4월 3일 연무도서관 개관.

## 시설현황
- 2층: 디지털방
- 1층: 사물함, 열람실, 식수대

## 이용 안내
이용 시간
- 자료실: 동계 09:00~18:00 / 하계 09:00~18:00
- 열람실: 동계 08:00~21:00 / 하계 07:00~22:00

휴관일
- 매주 금요일 및 국경일, 국가지정 공휴일(일요일 제외), 도서관 사정상 필요한 경우